# ميغيل أوكيلي بوستييو
ميغيل أوكيلي بوستييو (بالإسبانية: Miguel Oquelí Bustillo)‏ (و. 1856 – 1938 م) هو سياسي من .